# 1426 Riviera
Riviera (asteroide 1426, com a designação provisória 1937 GF) é um asteroide da cintura principal com um diâmetro de 15,44 quilómetros, a 2,1622217 UA. Possui uma excentricidade de 0,1619711 e um período orbital de 1 513,75 dias (4,15 anos).
Riviera tem uma velocidade orbital média de 18,54266398 km/s e uma inclinação de 9,05863º.
Este asteroide foi descoberto em 1 de abril de 1937 por Marguerite Laugier em Nice.
Ficou com o nome da região francesa onde foi descoberto.